# إدوارد جاي هوفمان
إدوارد جاي هوفمان (بالإنجليزية: Edward J. Hoffman)‏ هو إشعاعاتي ‏ وأستاذ جامعي ومخترع وكيميائي أمريكي، ولد في 1942 في سانت لويس في الولايات المتحدة، وتوفي في 1 يوليو 2004 في لوس أنجلوس في الولايات المتحدة.